# Adoretus depressus
Adoretus depressus är en skalbaggsart som beskrevs av Frey 1973. Adoretus depressus ingår i släktet Adoretus och familjen Rutelidae. Inga underarter finns listade i Catalogue of Life.